# 陈彰嘉
陈彰嘉（1937年10月—2009年10月7日），男，湖南澧县人，中华人民共和国政治人物，曾任中共常德市委书记，中共湖南省委农村工作部部长、省农经委主任，湖南省政协副主席。